# Jack Butler (futebolista)
John Dennis Butler, mais conhecido como Jack Butler (Colombo, 14 de agosto de 1894 - 5 de janeiro de 1961), foi um futebolista e treinador britânico. Dirigiu a Seleção Belga de Futebol na Copa do Mundo FIFA de 1938.